# 14275 Dianemurray
14275 Dianemurray este o planetă minoră (asteroid), cu un diametru de 4,157 km, din centura de asteroizi. A fost descoperită pe 30 ianuarie 2000 la Experimental Test Site⁠(d) de Lincoln Near-Earth Asteroid Research. 
Obiectul prezintă o orbită caracterizată de o semiaxă mare de 2,3070751 UAi, o excentricitate de 0,09, o înclinație de 2,90279 ° în raport cu ecliptica.